# خوان أنطونيو لوبيز مورينو
خوان أنطونيو لوبيز مورينو (بالإسبانية: Juan Antonio López Moreno)‏ (6 أكتوبر 1958 في إسبانيا - ) هو لاعب كرة قدم إسباني في مركز الدفاع. لعب مع أتلتيكو مدريد ب ونادي إلتشي ونادي غرناطة.

## وصلات خارجية
- خوان أنطونيو لوبيز مورينو على موقع قاعدة بيانات كرة القدم.إي يو (الإنجليزية)